# Liste der italienischen Botschafter in Irland
Liste der Leiter der italienischen Auslandsvertretung in Dublin
| Ernennung/Akkreditierung | Name                                 | Bemerkungen                                                                            | ernannt von       | akkreditiert während der Regierung von           | Posten verlassen |
| ------------------------ | ------------------------------------ | -------------------------------------------------------------------------------------- | ----------------- | ------------------------------------------------ | ---------------- |
| 1867                     | Carlo Cattaneo                       | Generalkonsul                                                                          | Urbano Rattazzi   | Edward Geoffrey Smith Stanley, 14. Earl of Derby |                  |
| 1915                     | Lorenzo Salazar Dundee               | Generalkonsul                                                                          | Antonio Salandra  | Herbert Henry Asquith                            |                  |
| 1931                     | Toni Piero                           | (* 29. Oktober 1890 in Rom) Sohn von Bianca Apolloni und Giovanni Piero. Generalkonsul | Benito Mussolini  | Ramsay MacDonald                                 |                  |
|                          | Romano Lodi Fé                       | Generalkonsul                                                                          | Benito Mussolini  | Ramsay MacDonald                                 |                  |
| 29. Nov. 1936            | Romano Lodi Fé                       | außerordentlicher Gesandter, Ministre plénipotentiaire                                 | Benito Mussolini  | Eamon de Valera                                  | 1938             |
| 1938                     | Vincenzo Berardis                    |                                                                                        | Benito Mussolini  | Eamon de Valera                                  | 1944             |
| 1946                     | Francesco Babuscio Rizzo             |                                                                                        | Ferruccio Parri   | Eamon de Valera                                  | 1949             |
| Nov. 1949                | Guido Borge                          |                                                                                        | Ferruccio Parri   | John A. Costello                                 |                  |
| 1952                     | Francesco Silj de Sant Andrea        | (* 1894) Ab 2. November 1964 Botschafter in Madrid                                     | Ferruccio Parri   | Eamon de Valera                                  |                  |
| 10. Nov. 1955            | Mario Aldo Mazio                     |                                                                                        | Antonio Segni     | John A. Costello                                 |                  |
| 1961                     | Adolfo Alessandri                    |                                                                                        | Fernando Tambroni | Seán Lemass                                      |                  |
| 1967                     | Paolo Canali                         | (* 26. November 1911 in London) ADSTANS                                                | Giovanni Leone    | Jack Lynch                                       |                  |
| 1973                     | Goffredo Biondi Morra Di San Martino |                                                                                        | Mariano Rumor     | Liam Cosgrave                                    | 1976             |
| 1992                     | Francesco Guariglia                  | [ 3 ]                                                                                  | Giuliano Amato    | Albert Reynolds                                  |                  |
| 1997                     | Ferdinando Zezza                     | [ 4 ]                                                                                  | Romano Prodi      | Bertie Ahern                                     |                  |
| 2001                     | Alberto Schepisi                     | (* 20. August 1940 in Rom)                                                             | Silvio Berlusconi | Bertie Ahern                                     |                  |
| 2005                     | Lucio Alberto Savoia                 | (* 1943 in Campobasso)                                                                 | Silvio Berlusconi | Bertie Ahern                                     |                  |
| 2009                     | Valerio Augusto Astraldi             | (* 1944 in Rom)                                                                        | Silvio Berlusconi | Brian Cowen                                      |                  |
| Nov. 2011                | Maurizio Zanini                      | (* 1949 in Rom)                                                                        | Silvio Berlusconi | Enda Kenny                                       |                  |
| 16. Jan. 2014            | Giovanni Adorni Braccesi Chiassi     |                                                                                        | Enrico Letta      | Enda Kenny                                       |                  |
| 19. Jan. 2017            | Paolo Serpi                          |                                                                                        | Enrico Letta      | Enda Kenny                                       |                  |